# Астрометрия

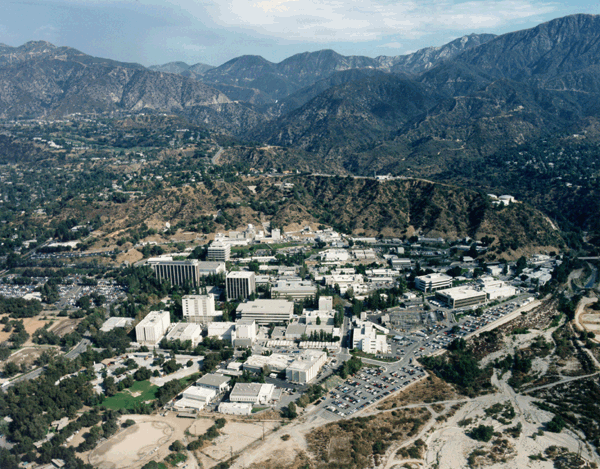
Лаборатория реактивного движения НАСА в Калифорнии — одна из наиболее заметных мировых организаций, занимающихся фундаментальными проблемами астрометрии

Астроме́трия (от др.-греч. ἄστρον — «звезда» и μετρέω — «измеряю») — раздел астрономии, главной задачей которого является изучение геометрических и кинематических свойств небесных тел.
Основная задача астрометрии более развёрнуто формулируется как высокоточное определение местонахождения небесных тел и векторов их скоростей в данный момент времени. Полное описание этих двух величин дают шесть астрометрических параметров:
- небесные экваториальные координаты, или положения, — прямое восхождение ({\displaystyle {\boldsymbol {\alpha }}}) и склонение ({\displaystyle {\boldsymbol {\delta }}});
- собственные движения, то есть экваториальные скорости по прямому восхождению и склонению ({\displaystyle {\dot {\alpha }},{\dot {\delta }}});
- параллаксы;
- лучевые скорости[1].

Точное измерение этих астрометрических параметров позволяет получить об астрономическом объекте дополнительную информацию, такую как:
- абсолютная светимость объекта;
- масса и возраст объекта;
- классификация местонахождения объекта: в Солнечной системе, в Галактике, за её пределами, и т. п.;
- классификация семейства небесных тел, к которому принадлежит объект;
- отсутствие/наличие у объекта невидимых спутников.

Многие из этих сведений необходимы для того, чтобы делать выводы о физических свойствах и внутреннем строении наблюдаемого объекта, а также давать ответы и на более фундаментальные вопросы — об объёме, массе и возрасте всей Вселенной. Таким образом, астрометрия является одним из важнейших разделов астрономии, дающим экспериментальную информацию, необходимую для развития остальных разделов (астрофизики, космологии, космогонии, небесной механики, и т. п.).

## Классификация астрометрии

### Фундаментальная астрометрия
Для точных измерений положений и движений небесных тел необходимо иметь систему отсчёта с заданными координатами. Фундаментальной астрометрией называется тот подраздел астрометрии, который занимается проблемами выбора такой системы координат, и связанных с ними вопросов — какие именно объекты выбрать для начала отсчёта (т. н., реализации системы координат); каким способом привязать систему координат к объектам, являющимся началом отсчёта.
Современные системы координат подразделяются на кинематические и динамические:
- динамическая система координат — система, определяемая на основе элементов орбиты вращения Земли вокруг Солнца.
- кинематическая система координат — система координат, базирующаяся на привязке к объектам, собственные движения которых могут считаться достаточно хорошо известными.

С начала развития астрономии и вплоть до конца XX века астрономы всегда пользовались именно динамической системой экваториальных координат. За начало отсчёта этой системы была принята точка весеннего равноденствия, традиционно обозначаемая символом {\displaystyle {\boldsymbol {\Upsilon }}}, — точки пересечения эклиптики с небесным экватором, определяемая из наблюдений годового движения Солнца.
Такая динамическая система имеет ряд недостатков. Вследствие прецессии и нутации земной оси, движения оси вращения внутри Земли, а также вековых и периодических возмущений орбиты Земли от тел Солнечной системы (т. н., «прецессия от планет»), точка весеннего равноденствия движется среди звёзд. Пока в астрономии пользовались динамической системой координат, это движение вынуждены были компенсировать подсчётом влияния всех вышеперечисленных процессов, соответственно пересчитывая координаты на каждую эпоху.
Кроме того, динамическая система отсчёта не удовлетворяет предъявляемому к опорной системе требованию инерциальности.
Эти затруднения привели к целесообразности замены динамической системы координат на кинематическую. В современной астрометрии пользуются кинематической системой координат. В настоящий момент это система координат ICRF в радиодиапазоне, со внегалактическими объектами в качестве опорных, и HCRF в оптическом диапазоне, использующая привязку к системе ICRF наблюдений космического астрометрического проекта Hipparcos.
Кинематическая система отсчёта, базирующаяся на внегалактических объектах в качестве опорных, считается квазиинерциальной (поскольку ускорением в движении внегалактических объектов, и даже самим наличием этого движения, можно пренебречь).
Любая кинематическая система координат определяется с помощью фундаментального каталога, как совокупность всех астрометрических параметров объектов, зачисленных в этот каталог.

### Практическая астрометрия
Практической астрометрией называется подраздел, занимающийся проблемами:
- использования установленной системы координат;
- определения из полученных сведений, где находятся изучаемые объекты и как они движутся;
- организации и обработки наблюдений для решения этих задач;
- оценки точности полученных результатов, и её улучшения до нужной точности.

К практической астрометрии следует отнести и обзоры неба — составление подробных фотографических карт с целью каталогизации как можно большего числа астрометрических объектов.

### Изучение вращения Земли
Так как астрометрические наблюдения в большом объёме ведутся с поверхности Земли, изучение любых вариаций её движения и движения её коры также связано с решением астрометрических задач, и является подразделом астрометрии. На движение каждой отдельно выбранной точки на поверхности Земли влияют такие процессы как прецессия, нутация, движение полюсов, замедление вращения Земли, движение литосферных плит, неравномерность хода часов в гравитационном поле. При этом параметры вращения Земли не постоянны; они меняются со временем. Одним из методов, применяемых для изучения вращения Земли, является гравиметрия
Вращение Земли примерно до середины XX века использовалось в астрометрии для измерения времени, а также географических координат. После изобретения более точных способов для того и другого астрометрия теперь решает обратную задачу — изучает вариации вращения Земли, (в частности, замедление), используя стандарты точного времени; и изучает колебания земной коры, используя системы глобальной спутниковой навигации.

## История астрометрии
До появления астрофизики в начала XX века практически вся астрономия сводилась к астрометрии. Астрометрия неразрывно связана со звёздными каталогами. Первый каталог был составлен ещё в Древнем Китае астрономом Ши Шенем. Точнее, это был не каталог, а схематичная карта неба. Первый же астрометрический каталог, содержащий координаты звёзд, был создан древнегреческим астрономом Гиппархом и датируется 129 годом до нашей эры, но он не сохранился. Сравнив свои наблюдения с более ранними, Гиппарх открыл явление предварения равноденствий, или прецессии. Стимулом для развития астрометрии являлись практические нужды человека: без компаса и механических часов навигация могла осуществляться только по наблюдениям небесных светил (см. Астрономическая навигация).
В Средние века астрометрия была широко распространена в Арабском мире. Наибольший вклад в неё внесли ал-Баттани (X в.), ал-Бируни (XI в.) и Улугбек (XV в.). В XVI веке Тихо Браге в течение 16 лет проводил наблюдения Марса, обработав которые, его преемник Иоганн Кеплер открыл законы движения планет. На основе этих эмпирических законов Исаак Ньютон описал закон всемирного тяготения и заложил основы классической механики, что привело к появлению научного подхода.
В конце XX века, после значительного кризиса, в астрометрии произошла революция, благодаря развитию вычислительной техники и усовершенствованию приёмников излучения.

## Основные задачи современной астрометрии
Первоначально задачей астрометрии было измерение положения звёзд с целью определения по ним географических координат для навигации. Если географические координаты известны, то отмечая момент прохождения светила через небесный меридиан, можно узнать местное солнечное время.

### Основные цели современной астрометрии

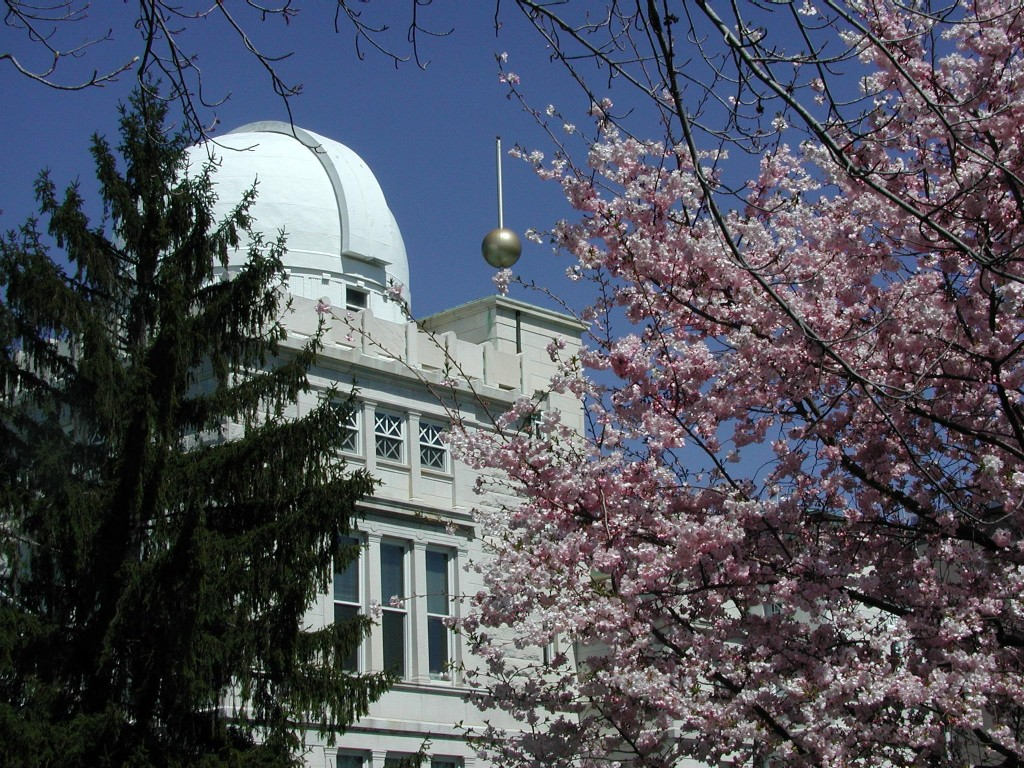
Здание Морской обсерватории США в Вашингтоне (US Naval Observatory, или USNO)

- Создание нового фундаментального каталога, относительно удовлетворяющего требуемым для современных наблюдений критериям универсальности;
- Усовершенствование опорной системы отсчёта на Земле (ITRS).
- Проверка теории относительности, уточнение её фундаментальных параметров;
- Создание универсальной карты неба, имеющей преимущества перед уже имеющимися фотографическими обзорами;
- Получение астрометрических параметров для как можно большего количества различных объектов в нашей галактике;
- Изучение эффекта микролинзирования, в том числе его влияния на построение фундаментальной опорной системы;
- Накопление мониторинговых наблюдений для улучшения теорий движения Земли и тел Солнечной системы;

### Методы астрометрии

#### Астрометрические наблюдения
Измеряемыми величинами при астрономических наблюдениях точечного источника света (в том числе и любой, за исключением Солнца, звезды) являются:
- звёздная величина — характеризует количество квантов света, пришедшее от точечного источника за единицу времени на единицу площади;
- спектральный состав — характеризует распределение по длинам волн всех квантов, пришедших от источника;
- координаты, или положения звёзд — величины, показывающие, с какого направления пришли эти кванты.

Наблюдения, показывающие эти величины, являются фотометрическими, спектроскопическими, и астрометрическими соответственно. С появлением новых, более универсальных приёмников света, такое разделение по классификации наблюдений становится всё менее заметным. Для определения астрометрических параметров небесных тел необходимы все три перечисленные типа измерений.
Точность измерений положений {\displaystyle {\boldsymbol {\mu }}} зависит от радиуса {\displaystyle {\boldsymbol {R}}} дифракционного диска изображения точечного источника и количества квантов света {\displaystyle {\boldsymbol {n}}}, пришедших от источника, следующим образом: {\displaystyle \mu \sim R/{\sqrt {n}}}

#### Астрометрические инструменты
Предполагается, что космический аппарат Gaia достигнет точности измерения углов до 20 µas (микросекунд дуги).

##### Классические астрометрические инструменты
Классический астрограф — телескоп-рефрактор, используемый для фотографирования небесных объектов. Получили распространение в конце XIX века после изобретения фотографии. Использовался для создания обзоров неба.
Телескоп Шмидта — зеркально-линзовый телескоп, имеющий, по сравнению с классическим астрографом, бо́льшую светосилу и поле зрения. Также используется для обзоров неба.
Длиннофокусный астрограф — рефрактор с фокусным расстоянием до 19 метров. В отличие от классического астрографа даёт большее увеличение, что позволяет его использовать для измерения параллаксов.
Пассажный инструмент — рефрактор, который может вращаться только вокруг горизонтальной оси, жёстко закреплённой на двух тумбах и расположенной в направлении запад-восток. Для наблюдений доступны небесные тела в момент прохождения ими небесного меридиана, то есть во время верхних и нижних кульминаций. На оси закреплён специальный диск, по которому можно наводить трубу инструмента по высоте. Во время наблюдения фиксируется и момент времени прохождения небесного тела через меридиан.
Меридианный круг — астрометрический инструмент для точного определения экваториальных координат небесных тел по наблюдениям их прохождения через меридиан. В отличие от пассажного инструмента на оси закреплены разделённые круги, позволяющие с высокой точностью определять склонения наблюдаемых небесных тел.
Зенит-телескоп и зенит-труба используются для определения широты.